# فینال جام لیگ‌ها ۲۰۲۴
فینال جام لیگ‌ها ۲۰۲۴ مسابقه پایانی چهارمین دوره جام لیگ‌ها بود، یک تورنمنت فوتبال که بین باشگاه‌های لیگ برتر فوتبال (ام‌ال‌اس) و لیگا ام‌اکس برگزار می‌شود. این مسابقه در ۲۵ اوت ۲۰۲۴ در ورزشگاه لوور.کام فیلد در کلمبوس، اوهایو، ایالات متحده، توسط تیم‌های کلمبوس کرو و لس آنجلس برگزار شد. کلمبوس با دو گل از کوچو هرناندز، ۳–۱ پیروز شد. این مسابقه در حضور ۲۰۱۹۰ تماشاگر برگزار شد. این مسابقه تکرار جام ام‌ال‌اس ۲۰۲۳ بود که آن هم توسط کلمبوس کرو میزبانی شد.
تیم کرو جام ام‌ال‌اس را برد و در طول مراحل پلی آف با داشتن حق میزبانی، از مرحله گروهی جام لیگ‌ها عبور کرد. آنها اسپورتینگ کانزاس‌سیتی، مدافع عنوان قهرمانی، اینتر میامی، نیویورک سیتی و فیلادلفیا یونیون را در مرحله حذفی در خانه شکست دادند تا به سومین فینال مسابقات خود در نه ماه گذشته برسند. لس آنجلس در گروه خود دوم شد و با نتیجه مجموع ۱۳–۱ از حریفان خود در مرحله حذفی پیشی گرفت. آنها تمام بازی‌های خود را به جز یکی در خانه انجام دادند.

## مسیر تا فینال
نکته: در تمام نتایج زیر، امتیاز فینالیست ابتدا ذکر شده است (H: میزبان؛ A: مهمان). در صورت تساوی امتیازات پس از وقت قانونی، تمام مسابقات از طریق ضربات پنالتی (پ) تعیین تکلیف شدند.
| کلمبوس کرو           | کلمبوس کرو      | مرحله       | لس آنجلس | لس آنجلس |
| -------------------- | --------------- | ----------- | --- | --- |
| حریف                 | نتیجه           | مرحله گروهی | حریف | نتیجه |
| استراحت              | استراحت         | هفته ۱      | تیخوانا | ۳–۰ (H) |
| استراحت              | استراحت         | هفته ۲      | ونکوور وایتکپس | ۲–۲ (۲–۴ پ) (H) |
| استراحت              | استراحت         | هفته ۳      | استراحت | استراحت |
| استراحت              | استراحت         | رتبه نهایی  | \| رتبه \| تیم \| بازی \| امتیاز \| \| ---- \| -------------- \| ---- \| ------ \| \| ۱ \| ونکوور وایتکپس \| ۲ \| ۵ \| \| ۲ \| لس آنجلس \| ۲ \| ۴ \| \| ۳ \| تیخوانا \| ۲ \| ۰ \| | \| رتبه \| تیم \| بازی \| امتیاز \| \| ---- \| -------------- \| ---- \| ------ \| \| ۱ \| ونکوور وایتکپس \| ۲ \| ۵ \| \| ۲ \| لس آنجلس \| ۲ \| ۴ \| \| ۳ \| تیخوانا \| ۲ \| ۰ \| |
| حریف                 | نتیجه           | مرحله حذفی  | حریف | نتیجه |
| اسپورتینگ کانزاس‌سیتی | ۴–۰ (H)         | یک‌شانزدهم   | آستین | ۲–۰ (H) |
| اینتر میامی          | ۳–۲ (H)         | یک‌هشتم      | سن خوزه ارث‌کوئیکز | ۴–۱ (H) |
| نیویورک سیتی         | ۱–۱ (۴–۳ پ) (H) | یک‌چهارم     | سیاتل ساندرز | ۳–۰ (A) |
| فیلادلفیا یونیون     | ۳–۱ (H)         | نیمه نهایی  | کلرادو رپیدز | ۴–۰ (H) |
| رتبه                 | تیم             | بازی        | امتیاز | |
| ۱                    | ونکوور وایتکپس  | ۲           | ۵ | |
| ۲                    | لس آنجلس        | ۲           | ۴ | |
| ۳                    | تیخوانا         | ۲           | ۰ | |

## مکان
فینال جام لیگ‌ها در ورزشگاه ۲۰،۰۰۰ نفری لوور.کام فیلد در کلمبوس، اوهایو برگزار شد. این ورزشگاه یکی از بزرگترین ورزشگاه‌های مخصوص فوتبال در ایالات متحده است و خانه تیم کلمبوس کرو است که به دلیل مدافع عنوان قهرمانی جام ام‌ال‌اس، میزبان این مسابقات بود.

## مسابقه
| کلمبوس کرو                           | ۳–۱   | لس آنجلس   |
| ------------------------------------ | ----- | ---------- |
| - هرناندز ۴۵'، ۹۰+۲' - راسل-رو ۹۰+۴' | گزارش | - ژیرو ۵۷' |